# 斯拉夫涅韋 (戈羅德尼亞區)
51°55′26″N 31°28′13″E / 51.92389°N 31.47028°E
斯拉夫涅韋（烏克蘭語：Травневе），是烏克蘭北部的村莊，隸屬切爾尼希夫州的切爾尼希夫區。該村面積0.96平方公里，海拔高度141米，2001年人口75，人口密度每平方公里78.1人。